# Ildefons Cerdà
Ildefonso Cerdá Suñer (ur. 23 grudnia 1815 w Centelles, zm. 21 sierpnia 1876 w Las Caldas del Besaya w Kantabrii) – hiszpański inżynier, urbanista i polityk. Stworzył plan przestrzenny dzielnicy Eixample w Barcelonie. Uważany za ojca urbanistyki epoki modernizmu.

## Życiorys
Studiował inżynierię w Madrycie w latach 1835–1841. Pracował jako inżynier, aż do roku 1849, kiedy to przeniósł się do Barcelony. Aktywnie uczestniczył w życiu publicznym, stając się posłem w Barcelonie.
W 1867 roku opublikował Ogólną Teorię Urbanizacji, poświęconą rozwiązaniu problemów związanych z rozwojem przemysłowym i demograficznym miasta. Teorie te zostały już wcześniej zastosowane przez architekta m.in. w projekcie układu przestrzennego dzielnicy Eixample w Barcelonie.
Celem architekta było polepszenie warunków życia całej społeczności, higieny oraz transportu w mieście. Plan urbanistyczny dzielnicy Eixample wyróżnia się regularną siatką szerokich ulic wraz z ośmiokątnymi placami tworzącymi skrzyżowania. Zabudowania formują kwadraty o boku 133,3 metra, tworząc w środku odizolowane od zgiełku miasta, zielone podwórze dla mieszkańców.
Cerdá odrzucał założenia urbanistyczne wykorzystane w Paryżu czy Wiedniu. Tworząc plany dzielnicy Eixample dążył do możliwie największego stopnia jednorodności w mieście co miało zapewnić najlepsze warunki dla mieszkańców oraz połączenia komunikacyjne.